# Самагалтай
Сільське поселення (сумон) Самагалтай (рос.: Самагалтай) входить до складу Тес-Хемського кожууна Республіки Тива Російської Федерації. Відстань до Кизила — 131 км, до Москви — 4091 км.

## Населення
Населення сумона станом на 1 січня року
| Рік    | 2011 | 2012 | 2013 | 2014 | 2015 |
| ------ | ---- | ---- | ---- | ---- | ---- |
| Насел. | 3225 | 3207 | 3218 | 3244 | 3286 |